# سيرا دو ميل
سيرا دو ميل (بالبرتغالية: Serra do Mel‏) بلدية في ولاية ريو غراندي دو نورتي في المنطقة الشمالية الشرقية من البرازيل.